# Dorfstraße 23 (Neuses am Berg)

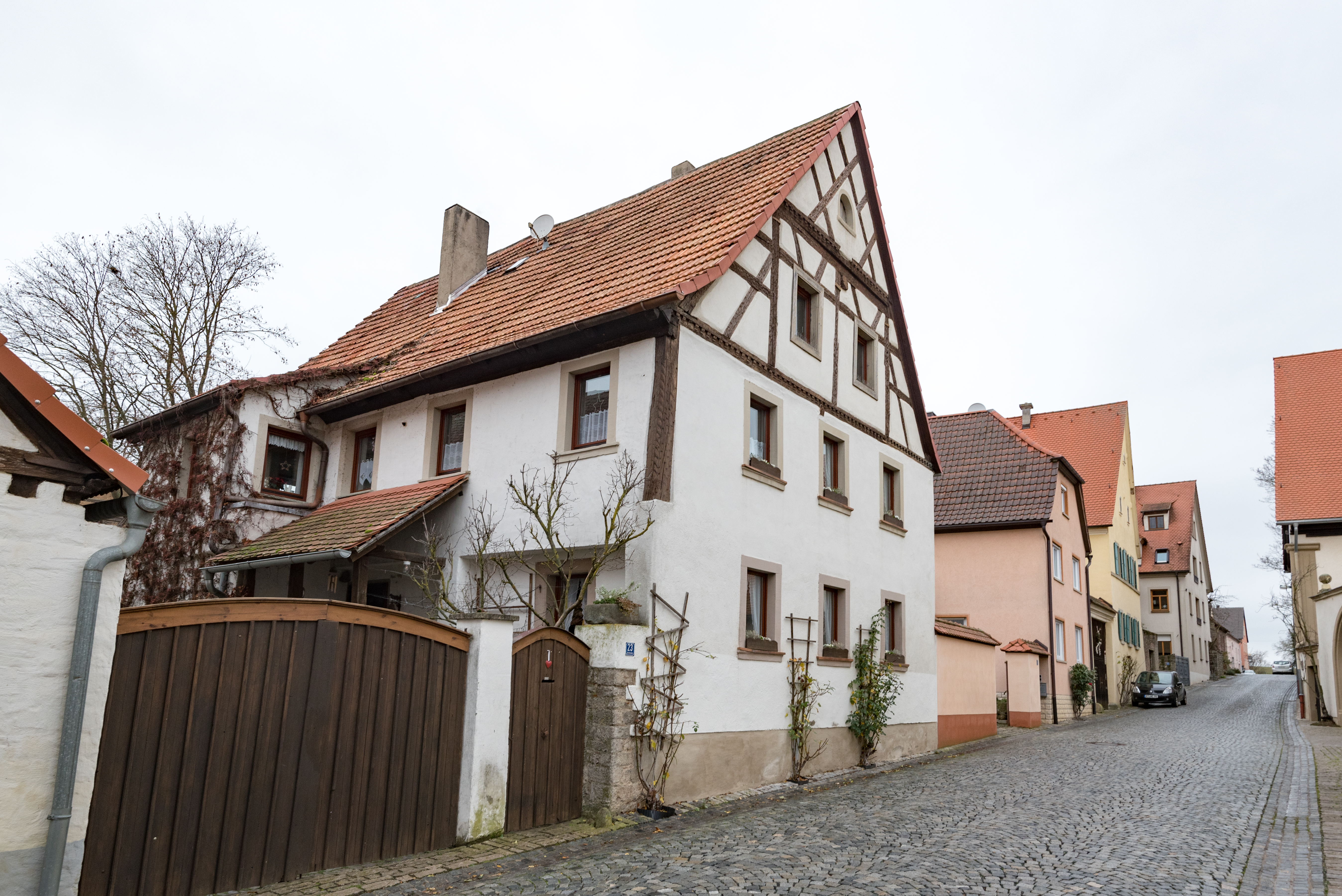
Das Haus in der Dorfstraße 23

Das Haus Dorfstraße 23 (früher Hausnummer 93) ist ein denkmalgeschütztes Gebäude im Dettelbacher Ortsteil Neuses am Berg in Unterfranken. 

## Geschichte
Das Haus Dorfstraße 23 im Fachwerk-Eckstiel entstand am Ende des 16. Jahrhunderts und wird auf das Jahr 1598 datiert. Wahrscheinlich wurde das Anwesen lange Zeit von Winzern bewohnt. Die Größe des Anwesens und die Lage innerhalb des Dorfhaags und in unmittelbarer Nähe des Rathauses lässt auf wohlhabende Bewohner schließen. Dort lebten jahrhundertelang die lutherischen, dörflichen Oberschichten, die den ansbachischen Schultheißen stellten oder andere Dorfämter bekleideten.
Im Jahr 1793 wurde mit Johann Georg Stier der Jüngere erstmals ein Bewohner namentlich in den Quellen genannt. Die Familie Stier war Mitglied des evangelischen Dorfteils. Wahrscheinlich erhielt der jüngere Stier das Haus von seinem Vater Johann Konrad, der als ansbachischer Siebner und Gerichtssenior tätig war. Johann Georg trat in preußische Dienste ein, da die Markgrafschaft ein Teil des norddeutschen Königreichs geworden war. Er wurde wie sein Vater Siebner und Gerichtsverwandter und wurde Bürgermeister von Neuses.
Nach dem Tod des Johann Georg übernahm zunächst seine Witwe Maria Barbara, geborene Kolm aus Stierhöfstetten das Haus. Nach ihrem Tod zog der jüngste Sohn Johann Jakob Stier ein. Johann Jakob Stier führte in den Räumlichkeiten des Hauses einen landwirtschaftlichen Betrieb. Er verstarb im Jahr 1855 an Abzehrung. Das Haus kam an die Tochter Margaretha Barbara, die als Dienstmädchen für den Ortsvorsteher Andreas Müller tätig war. Nach ihrem Tod im Jahr 1863 sind die Eigentumsverhältnisse nicht bekannt.

## Beschreibung
Das Haus ist ein zweigeschossiger Satteldachbau in für die Hauptstraße typischer giebelständiger Bauweise. Das Fachwerk im Obergeschoss ist weitgehend unter einer Putzschicht verschwunden. Lediglich die verzierten Eckstiele sind freigelegt. Im Giebel ist das Fachwerk sichtbar. Das Anwesen wurde im Laufe der Jahrhunderte verändert und verlor wohl einen noch im 19. Jahrhundert vorhandenen Eckbau.